# Sorkhrud
Sorkhrūd (farsi سرخ‌رود) è una città della shahrestān di Mahmudabad, circoscrizione di Sorkhrud, nella provincia del Mazandaran in Iran. Aveva, nel 2006, una popolazione di 6.569 abitanti.